# Вяткино (платформа)
Вя́ткино — пассажирская остановочная платформа Большого кольца МЖД в Троицком административном округе Москвы. Относится к Московско-Смоленскому региону Московской железной дороги.
До 1989 года данный остановочный пункт носил название «277 километр» (по расстоянию до станции Александров). Своё современное название платформа получила от деревни Вяткино Клёновского поселения, расположенной приблизительно в 1300 м к северо-западу. В первые пять лет после переименования в расписаниях движения поездов и справочниках указывалось новое и (или) старое название платформы.
Состоит из двух низких прямых боковых платформ. Платформы неполной длины (рассчитаны на приём 6-вагонного электропоезда). В период с 2016 по 2019 была произведена реконструкция: обновлено покрытие платформ, добавлена желтая ограничительная линия, разобран кассовый павильон, установлена навесы от дождя на обеих платформах. Также платформа была окрашена в корпоративные цвета РЖД.
На платформе останавливаются: 5 (6 по выходным дням) пар электропоездов, курсирующих на участке Поварово-2 — Кубинка-2 — Кубинка-1 — Бекасово-1 — Столбовая — Детково и 2 электропоезда линии Апрелевка — Детково. Билеты для проезда невозможно приобрести.
Хотя остановка находится в Москве, прямых поездов до вокзалов или станций метро Москвы нет. Можно доехать только с пересадкой на радиальное направление. Среднее время в пути электропоезда от платформы Вяткино километр до Бекасово-1 (пересадка на Киевское направление МЖД) — 58 минут. До станции Столбовая (пересадка на Курское направление МЖД) — 17 минут. От Апрелевки до Вяткино — 1 час 42 минуты.
От деревни Вяткино существует автобусное сообщение с Подольском (маршрут № 1033: станция Подольск — Клёново — Чернецкое — Вяткино — Жохово.
Через платформу проходит лыжный маршрут Львовская-66 км.